# Vrtiglav
Vrtiglav (cyr. Вртиглав) – wieś w Serbii, w okręgu kolubarskim, w gminie Mionica. W 2011 roku liczyła 414 mieszkańców.